# Port lotniczy Puerto Suarez
Port lotniczy Puerto Suarez – port lotniczy zlokalizowany w boliwijskim mieście Puerto Suárez.

## Linie lotnicze i połączenia
- Amaszonas (Santa Cruz de la Sierra, Trinidad)
- Aerosur (Santa Cruz de la Sierra, São Paulo-Guarulhos, Cuiaba)
- TAM - Transporte Aéreo Militar (Santa Cruz, Cochabamba, La Paz)